# Andrew Whittington
Andrew Whittington (11 augustus 1993, Williamstown) is een Australische tennisspeler. Hij heeft nog geen ATP-toernooi gewonnen. Wel deed hij al mee aan grandslamtoernooien. Hij heeft vier challengers in het dubbelspel op zijn naam staan.

## Palmares dubbelspel
| Legenda                       | Legenda               |
| ----------------------------- | --------------------- |
| Grand Slam                    |                       |
| Olympische Spelen             |                       |
| tot 2009                      | vanaf 2009            |
| Tennis Masters Cup            | ATP Finals            |
| ATP Masters Series            | ATP Tour Masters 1000 |
| ATP International Series Gold | ATP Tour 500          |
| ATP International Series      | ATP Tour 250          |

| Nr.                              | Datum            | Toernooi | Ondergrond | Partner       | Tegenstanders in finale            | Score            |
| -------------------------------- | ---------------- | -------- | ---------- | ------------- | ---------------------------------- | ---------------- |
| Gewonnen challengers herendubbel |                  |          |            |               |                                    |                  |
| 1.                               | 28 april 2014    | An-Ning  | Gravel     | Alex Bolt     | Daniel Cox Gong Maoxin             | 6-4, 6-3         |
| 2.                               | 8 november 2015  | Canberra | Hardcourt  | Alex Bolt     | Brydan Klein Dane Propoggia        | 7-62, 6-3        |
| 3.                               | 19 november 2017 | Canberra | Tapijt (I) | Max Purcell   | Ruben Gonzales Christopher Rungkat | 6-3, 2-6, [10-8] |
| 4.                               | 15 april 2018    | Taipei   | Tapijt (I) | Matthew Ebden | Prajnesh Gunneswaran Saketh Myneni | 6-4, 5-7, [10-6] |

## Prestatietabellen
| Legenda | Legenda                          |
| ------- | -------------------------------- |
| g.t.    | geen toernooi gehouden           |
| l.c.    | lagere categorie                 |
| –       | niet deelgenomen                 |
| G       | uitgeschakeld in de groepsfase   |
| 1R      | uitgeschakeld in de eerste ronde |
| 2R      | uitgeschakeld in de tweede ronde |
| 3R      | uitgeschakeld in de derde ronde  |
| 4R      | uitgeschakeld in de vierde ronde |
| KF      | uitgeschakeld in de kwartfinale  |
| HF      | uitgeschakeld in de halve finale |
| F       | de finale verloren               |
| W       | het toernooi gewonnen            |
| w-v     | winst/verlies-balans             |

### Prestatietabel (Grand Slam) enkelspel
| Grandslamtoernooien   |      |
| Australian Open       | 2R   |
| Roland Garros         | –    |
| Wimbledon             | 1R   |
| US Open               | –    |
| ATP World Tour Finals |      |
| ATP World Tour Finals | –    |
| ATP Masters 1000      |      |
| (Nog) geen deelname   |      |
| Olympische Spelen     |      |
| Olympische Spelen     | g.t. |
| Statistieken          |      |
| Totaal aantal titels  | 0    |
| Eindejaarsranking     | 228  |

### Prestatietabel (Grand Slam) dubbelspel
| Grandslamtoernooien   |     |      |      |     |      |      |
| Australian Open       | 1R  | KF   | 3R   | 1R  | HF   | 1R   |
| Roland Garros         | –   | –    | –    | –   | –    | –    |
| Wimbledon             | –   | 1R   | –    | –   | 1R   | –    |
| US Open               | –   | –    | –    | –   | –    | –    |
| ATP World Tour Finals |     |      |      |     |      |      |
| ATP World Tour Finals | –   | –    | –    | –   | –    | –    |
| ATP Masters 1000      |     |      |      |     |      |      |
| (Nog) geen deelname   |     |      |      |     |      |      |
| Olympische Spelen     |     |      |      |     |      |      |
| Olympische Spelen     | –   | g.t. | g.t. | –   | g.t. | g.t. |
| Statistieken          |     |      |      |     |      |      |
| Totaal aantal titels  | 0   | 0    | 0    | 0   | 0    | 0    |
| Eindejaarsranking     | 269 | 103  | 116  | 315 | 76   | 240  |